# Музей Гиме
Национальный музей азиатских искусств — Гиме (фр. Musée national des Arts asiatiques-Guimet), ранее носивший название Музей Гиме (фр. Musée Guimet) — музей в Париже.

## История музея
Лионский промышленник Эмиль Гиме (1836—1918) изначально задумывал создать музей, посвящённый религиям Египта, Азии, а также античным религиям. В основу будущего музея предполагалось положить коллекцию, собранную Эмилем Гиме во время его путешествий: он посетил Грецию, Египет, а затем совершил и кругосветное путешествие (1876) с остановками в Японии, Китае и Индии. Впервые эта коллекция была выставлена в Лионе в 1879 году, а уже в 1889 году коллекция Гиме переезжает в Париж.
Ещё при жизни Эмиля Гиме музей приобретает азиатскую специализацию. Раздел античных религий постепенно отходит на второй план, его помещения отдают под корейскую коллекцию Шарля Вара (фр. Charles Varat), иконографические залы в 1912 году освобождаются под тибетскую коллекцию Жака Бако (фр. Jacques Bacot). Дольше всех не азиатских разделов продержится Египетский отдел.
В 1882 году в Париже открывается музей Индокитая на Трокадеро (фр. Musée Indochinois du Trocadéro), соединивший коллекции экспедиций Луи Делапорта (фр. Louis Delaporte) в Камбоджу и Сиам. В 1927 году коллекция музея Индокитая включена в коллекцию музея Гиме.
В 1920—1930 годы музей получает богатейшие дары от Французского Археологического Представительства в Афганистане (фр. Délégation Archéologique Française en Afghanistan).
В конце XIX века Лувр выделяет в департаменте предметов искусств раздел Китая и Японии, который впоследствии превращается в независимый департамент. Департамент этот просуществовал до 1945 года, когда — в ходе всеобщей реорганизации французских музеев — его коллекция была отдана музею Гиме в обмен на его Египетскую коллекцию. Этот обмен сделал парижский музей одним из крупнейших и богатейших в мире музеев азиатского искусства.

## Постоянная коллекция
Музей содержит несколько коллекций предметов восточного искусства:
- Искусство Афганистана и Пакистана
- Искусство Гималаев
- Искусство Юго-Восточной Азии
- Искусство Центральной Азии
- Искусство Китая
- Искусство Кореи
- Искусство Индии
- Искусство Японии

### Искусство Афганистана и Пакистана

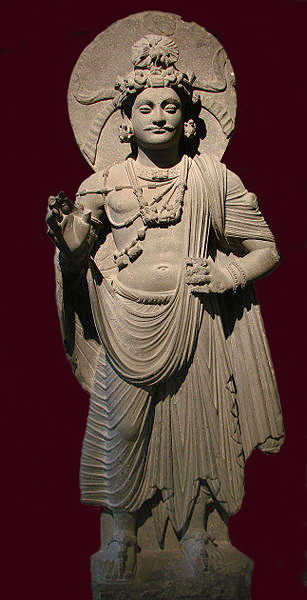
«Бодхисаттва», искусство Гандхара, I—III век

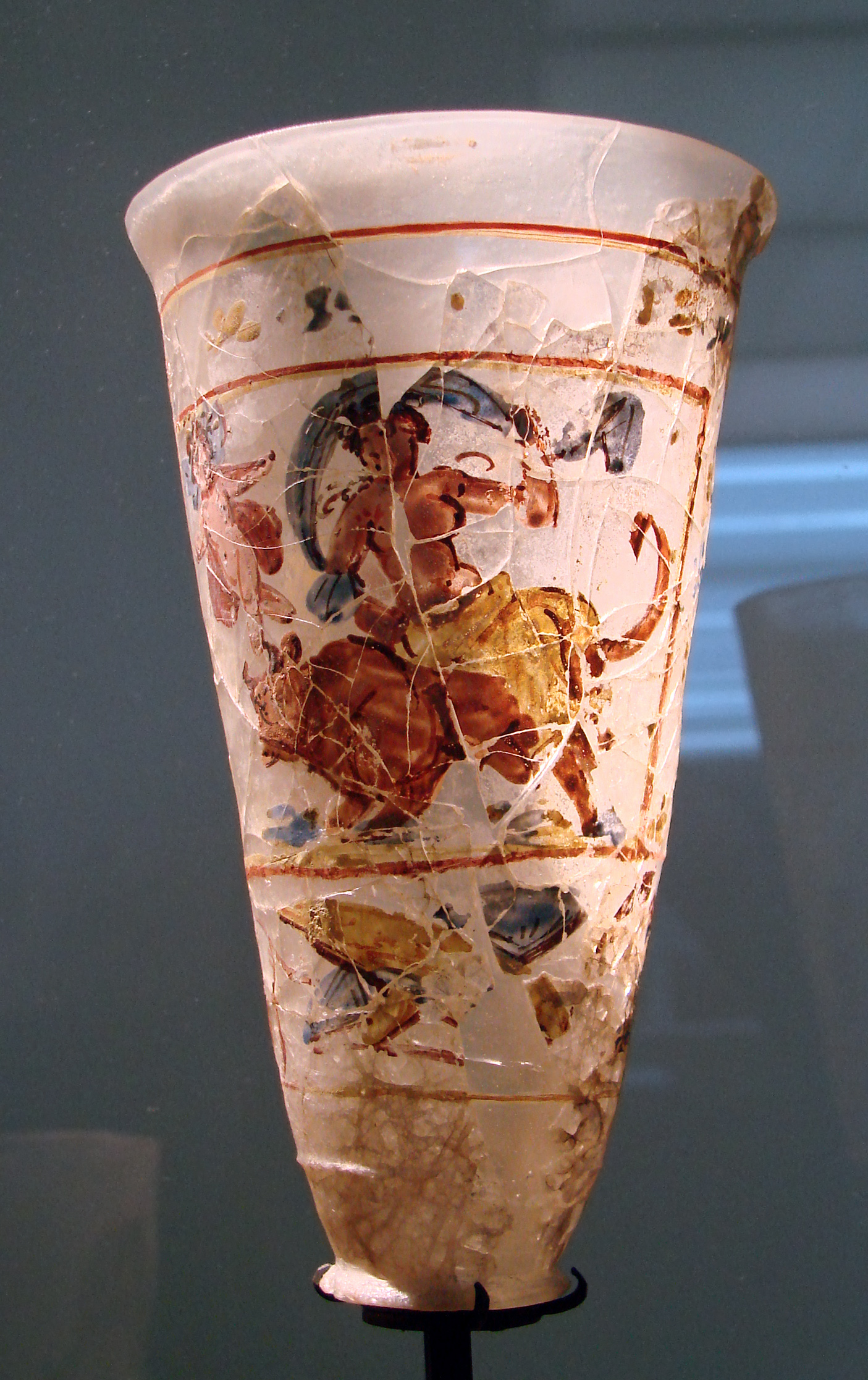
«Похищение Европы», сокровище Баграма, I век

В 1900 году в Лувре были выставлены сотни объектов, вывезенных из района Пешавара (ныне Пакистан) индо-афганистанской экспедицией Альфреда Фуше (фр. Alfred Foucher). В том числе — яркий пример Гандхарского искусства — знаменитая статуя бодхисаттвы (на илл. справа), унаследованная музеем Гиме вместе со всем департаментом восточных искусств Лувра.
Гандхарское искусство — искусство раскола в индуизме. Именно в нём впервые появляется изображение Будды, именно гандхарская иконография становится канонической. Расцвет гандхарского искусства приходится на I—III века — период Кушанского царства, занимавшего территорию от севера Индии до Памира. Смешение культур трёх цивилизаций — индийской, греко-римской и китайской — было с достоверностью установлено обнаружением сокровища Баграма, включавшего в себя типично Матхурские произведения из слоновой кости, греко-римскую посуду и лакированные деревянные предметы времён династии Хань. Сокровища Баграма также хранятся в музее Гиме.
В 1922 году французское и афганское правительства подписывают соглашение, в ходе которого создаётся Французское Археологическое Представительство в Афганистане. Под руководством Жозефа Акан (фр. Joseph Hackin) делегация производит раскопки в районе Кабула, в ходе которых, в частности, была обнаружена стела «Великое чудо Будды» (название стелы отсылает к легенде из жизни Будды, в которой рассказывается о поединке чудес между буддистами и «еретиками»).

### Искусство Гималаев

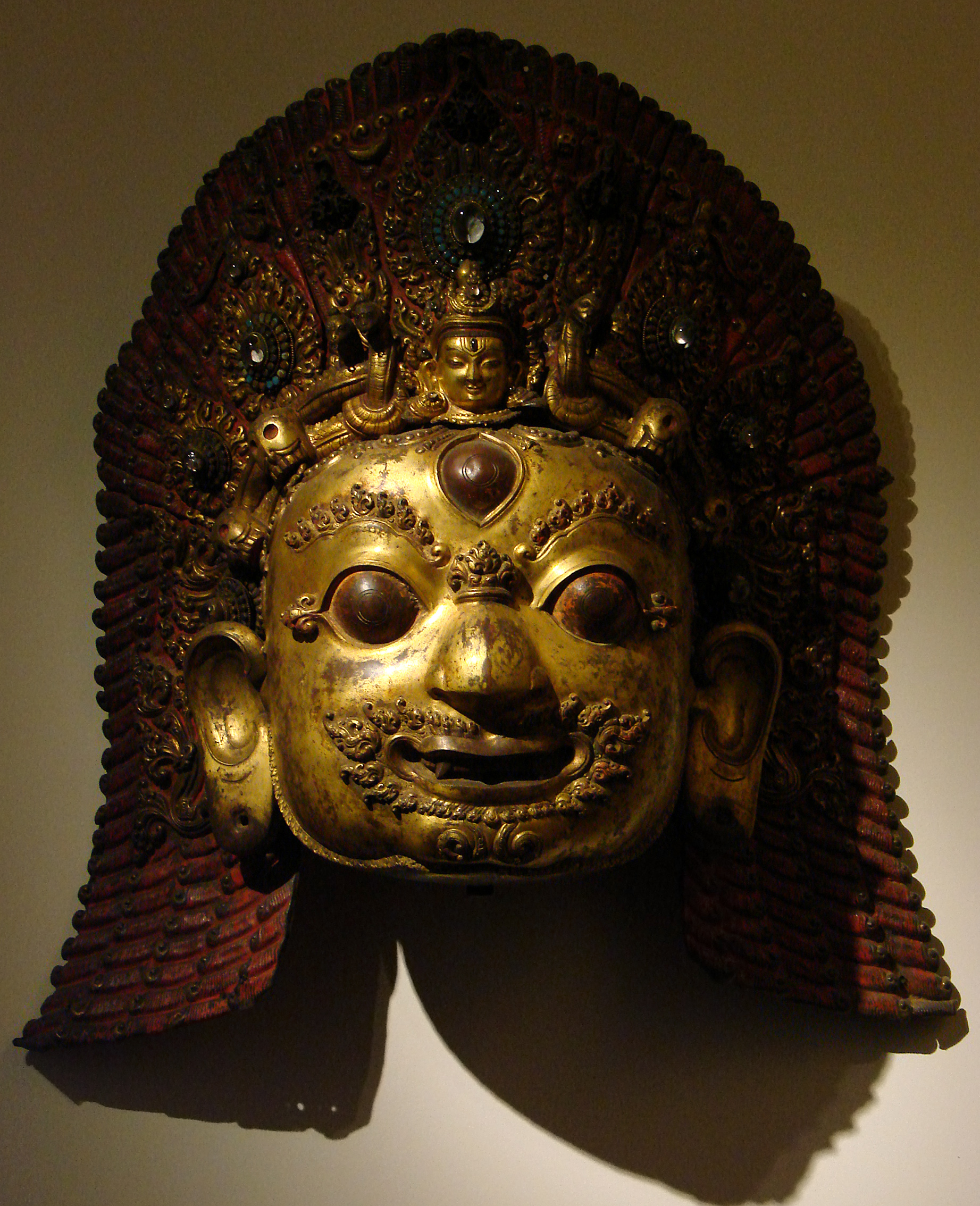
Маска Бхайравы, Непал, конец XVI—начало XVII века

Ещё в 1879 году Эмиль Гиме выставлял в Лионе несколько предметов обихода тибетских лам, составивших начало коллекции искусства Гималаев. Сегодня раздел содержит около 1 600 предметов искусства.
В 1912 году восточно-тибетская экспедиция Жака Бако привозит в музей Гиме значительное количество картин и бронзовых изделий XVIII—XIX веков. Тибетское искусство этой эпохи находилось под сильным влиянием Китая, и до недавнего времени в музее было представлено только это, сильно китаизированное представление Тибета. Лишь недавние приобретения позволили расширить панораму искусства Гималаев, включив, в частности, в экспозицию множество предметов непальского искусства.
Маска Бхайравы (на илл. справа) — один из предметов непальского искусства, выставленных в музее Гиме. Такого рода маски возлагаются у подножия храмов во время праздников Бхайравы и Индры, проходящих в Катманду в конце сентября. Техника, в которой выполнена маска, является продолжением индийской скульптурной традиции, распространившей своё влияние по всем Гималаям, подтверждая тем самым тесную связь культуры жителей Катманду с соседней Индией.

### Искусство Юго-Восточной Азии

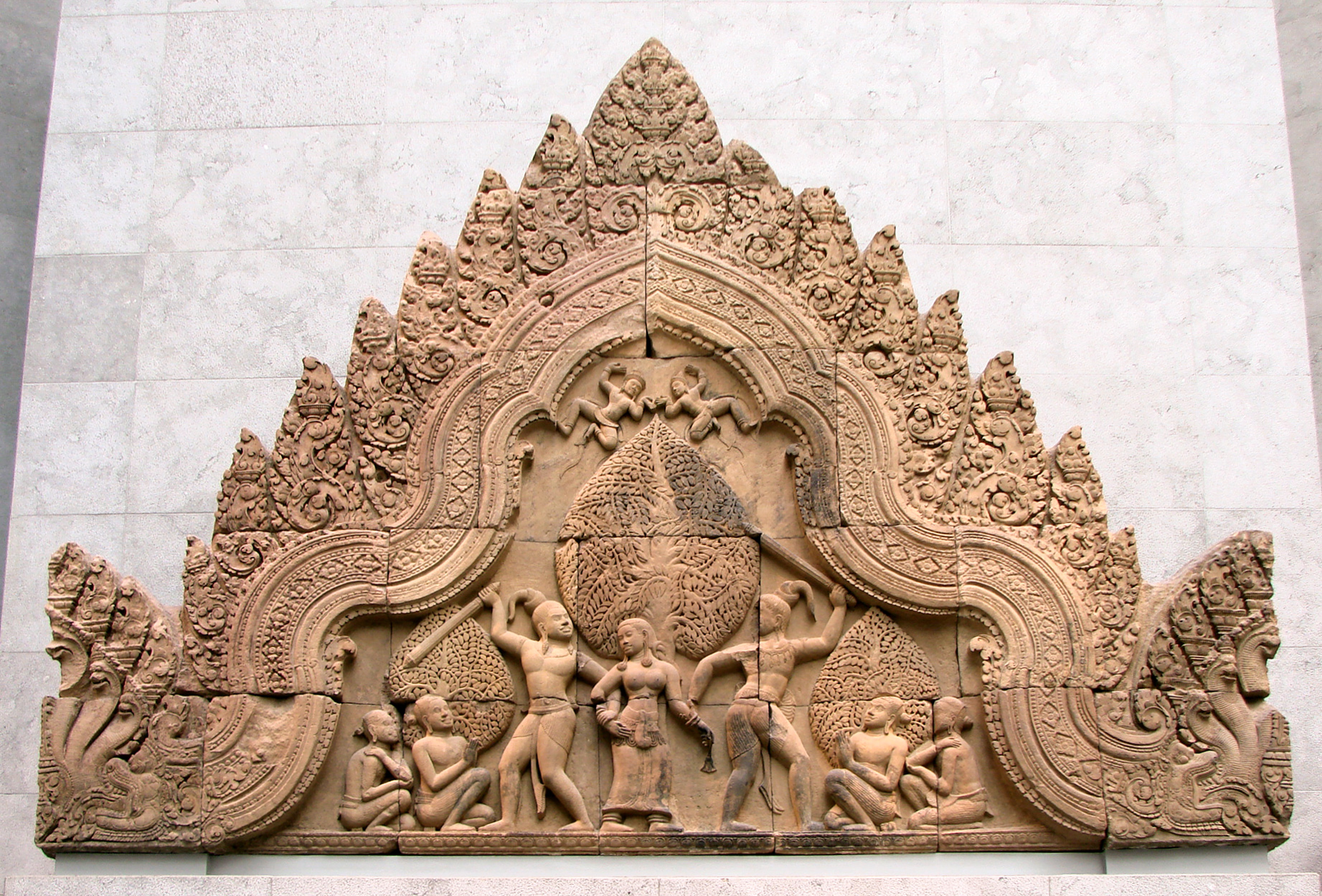
Фронтон храма в Бантеай Срей, ок. 967, Камбоджа

Отдел искусств Юго-Восточной Азии был создан в конце 1920-х годов слиянием двух коллекций кхмерского искусства: коллекции Эмиля Гиме (в том числе плоды экспедиции в Камбоджу Этьена Эймонье (фр. Etienne Aymonier)) и коллекции музея Индокитая на Трокадеро.
Вплоть до 1936 года коллекция пополнялась дарами Французской Школы Дальнего Востока (фр. Ecole française d’Extrême-Orient), в их числе — фронтон храма в Бантеай Срей (на илл. слева). Горельеф фронтона представляет эпизод Махабхараты, в ходе которого два демона-асура Сунда и Упасунда дерутся за обладание нимфой-апсарой Тилоттамой, созданной богами специально чтобы поссорить двух братьев и восстановить мир на земле. Стиль Бантеай Срей сильно отличается от традиционного кхмерского искусства, очень кодифицированного и обезличенного.

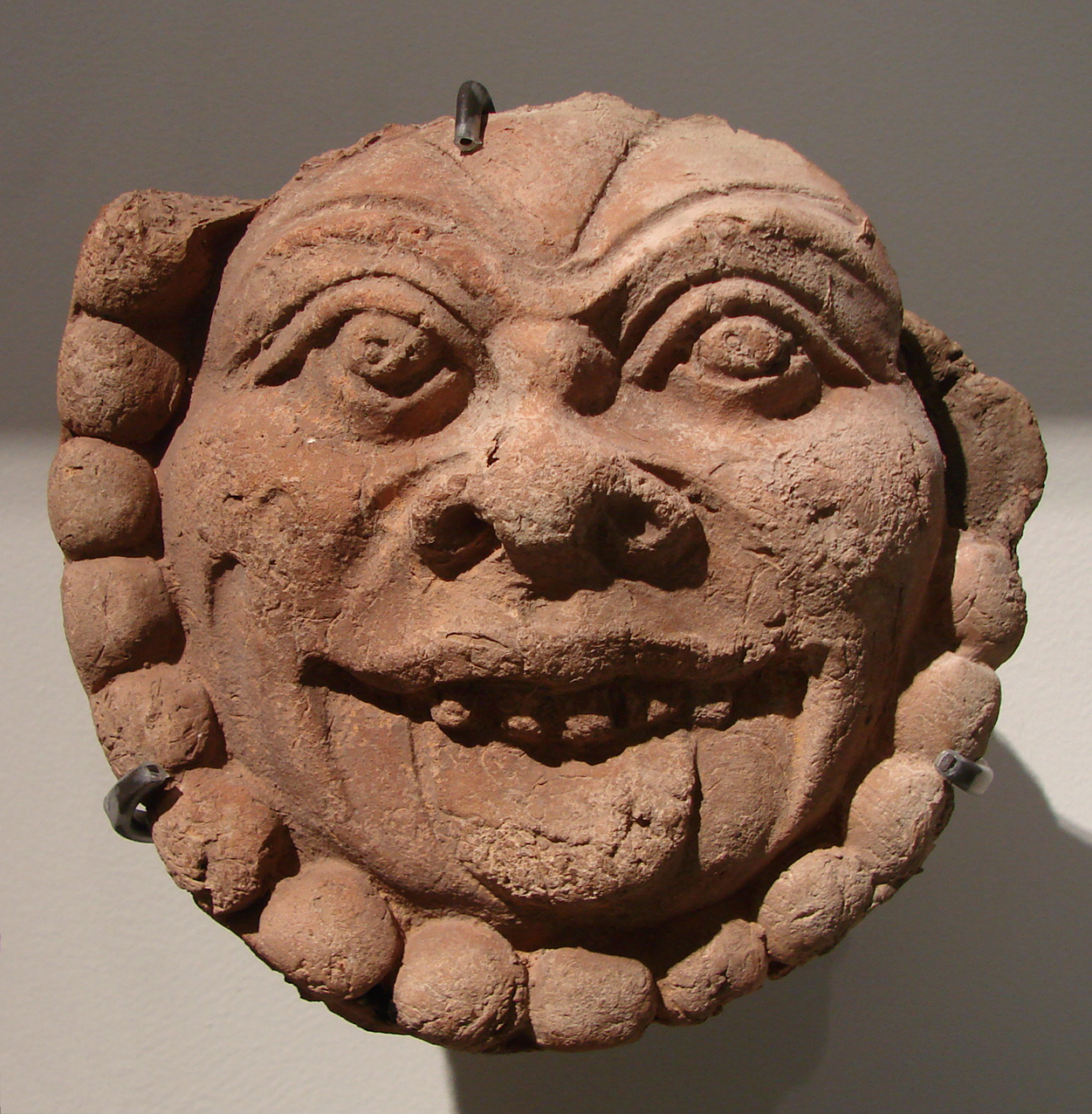
Маска, глина, конец VI-начало VII века, Синьцзян

Богатейшая коллекция кхмерских скульптур, равной которой нет в западном мире, иллюстрирует историю кхмерского искусства от его зарождения до наших дней. Помимо кхмерской коллекции (Камбоджа и индийская часть Вьетнама) отдел Юго-Восточной Азии представляет произведения искусства из Таиланда, Индонезии, китайской части Вьетнама, Бирмы и Лаоса.

### Искусство Центральной Азии
Сухой климат Центральной Азии обеспечил сохранность уникальных манускриптов и картин буддистской культуры этого региона. Французские археологи — Дютрей де Ран (фр. Dutreuil de Rhins), Поль Пеллио и Жозеф Акан — много работали на раскопках городов Шёлкового Пути — культурных центров эпохи.
В музее представлены глиняные статуи монастырей Кучи (на илл. справа — частично обожжённая пожаром маска маскарона), две с половиной сотни манускриптов из Пещер Могао и множество других произведений, дающих полное представление о буддистском искусстве Центральной Азии.

### Искусство Китая

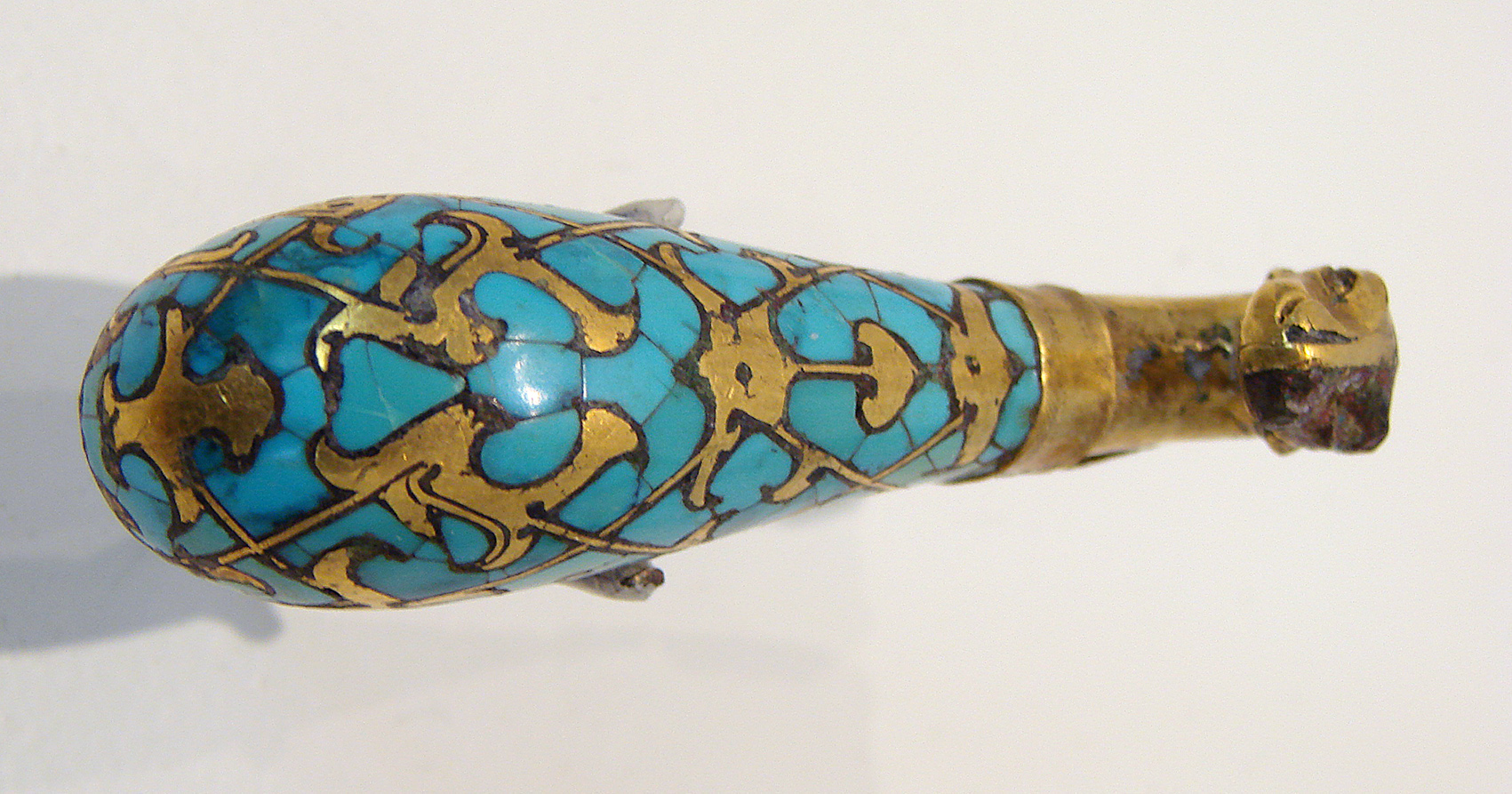
Брошь с головой барана; бронза, серебро, золото, бирюза; IV—III века до н. э.

Китайская коллекция музея Гиме состоит из более чем 20 000 предметов. Нефритовые и керамические изделия неолита, бронза династий Шан и Чжоу, статуэтки, предметы упряжи, бронзовые зеркала и заколки, монеты и лакированные декоративных шкатулки — экспонаты музея Гиме покрывают 7 тысячелетий китайского искусства: от его зарождения до XVIII века.
Более 10 000 предметов насчитывает коллекция китайской керамики. Представлены практически все знаменитые китайские производители фарфора и фаянса. По коллекции музея можно проследить развитие технологии производства керамики, изменения господствующего в империи вкуса в каждую из эпох.
В музее также представлены изделия из ценных пород дерева и тысячи картин и иллюстраций от династии Тан до династии Цин.
См. также сайт коллекции Грандидье (фр. Grandidier) — коллекции китайской керамики музея Гиме.

### Искусство Кореи

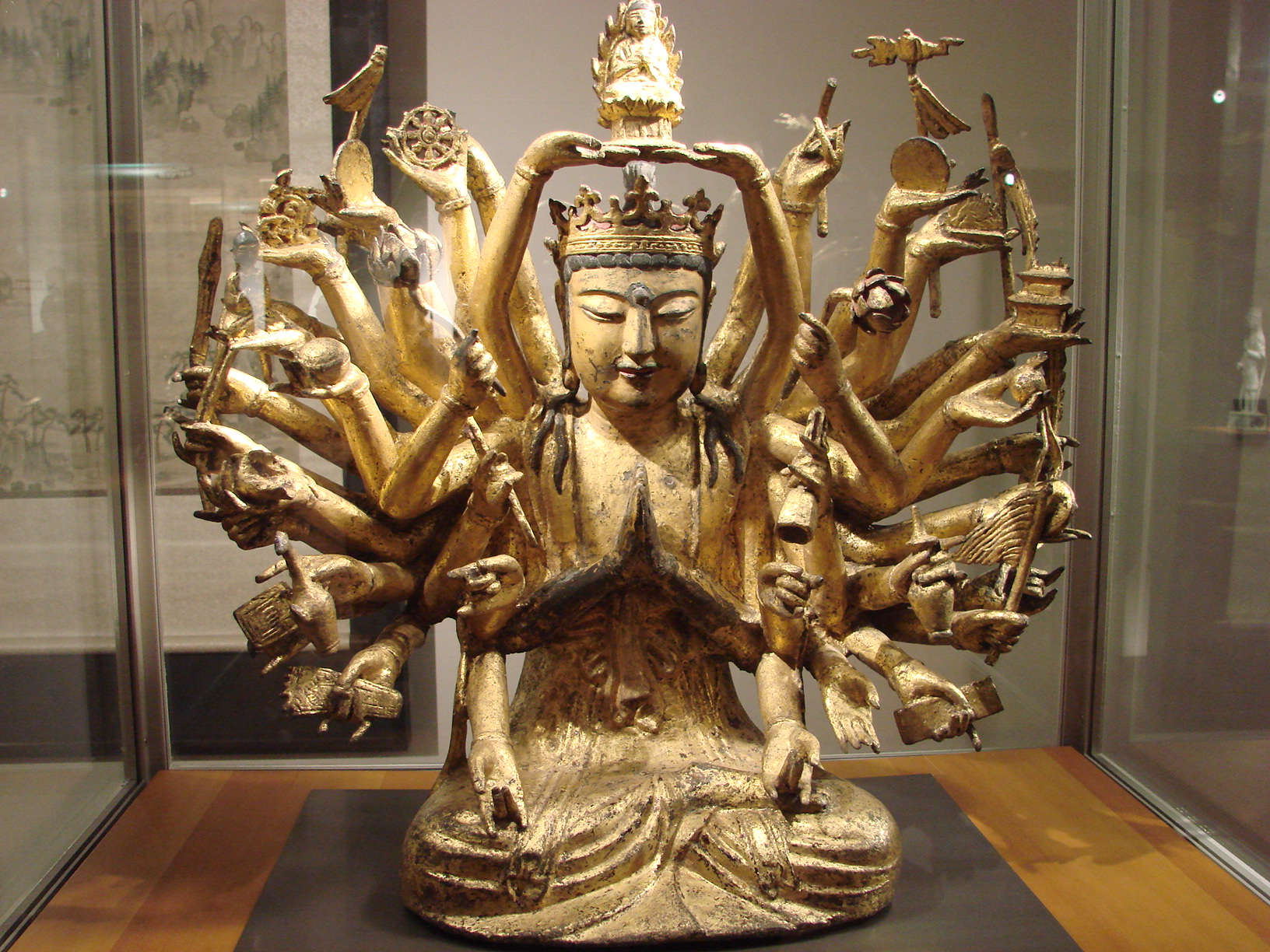
Тысячерукий Авалокитешвара; железо; X—XI века; Корея

Корейская коллекция музея берёт начало с экспедиции Шарля Вара 1888 года. Долгое время Корея была закрыта для иностранцев, и привезённая экспедицией коллекция впервые позволила европейцам ознакомиться с корейским искусством. В 20-30-е годы XX века корейская коллекция временно убирается из выставочных залов музея, уступая место постоянно расширяющейся японской коллекции. Но уже после Второй мировой войны коллекция возвращается в залы, обогащённая коллекцией золота Силлы, подаренной музею Артюром Саш (фр. Arthur Sachs).
В последующие годы коллекция корейского искусства постоянно пополнялась, в 1980-х годах площадь, отведённая под корейскую коллекцию увеличивается до 69 м², а ещё через 20 лет — до 360 м². Коллекция содержит сегодня около 1 000 предметов, покрывающих практически всю историю Кореи.
Одно из недавних приобретений музея — коллекция бронзы эпохи Корё, в числе которых «тысячерукий Авалокитешвара» (на илл. справа). Держа в руках 43 различных атрибута ламы, Авалокитешвара изображён слегка склонившимся перед буддой Амитабха, которого Авалокитешвара держит у себя над головой.

### Искусство Индии

Неваши Лал (?). Придворные дамы, играющие в шахматы, 1780—1800

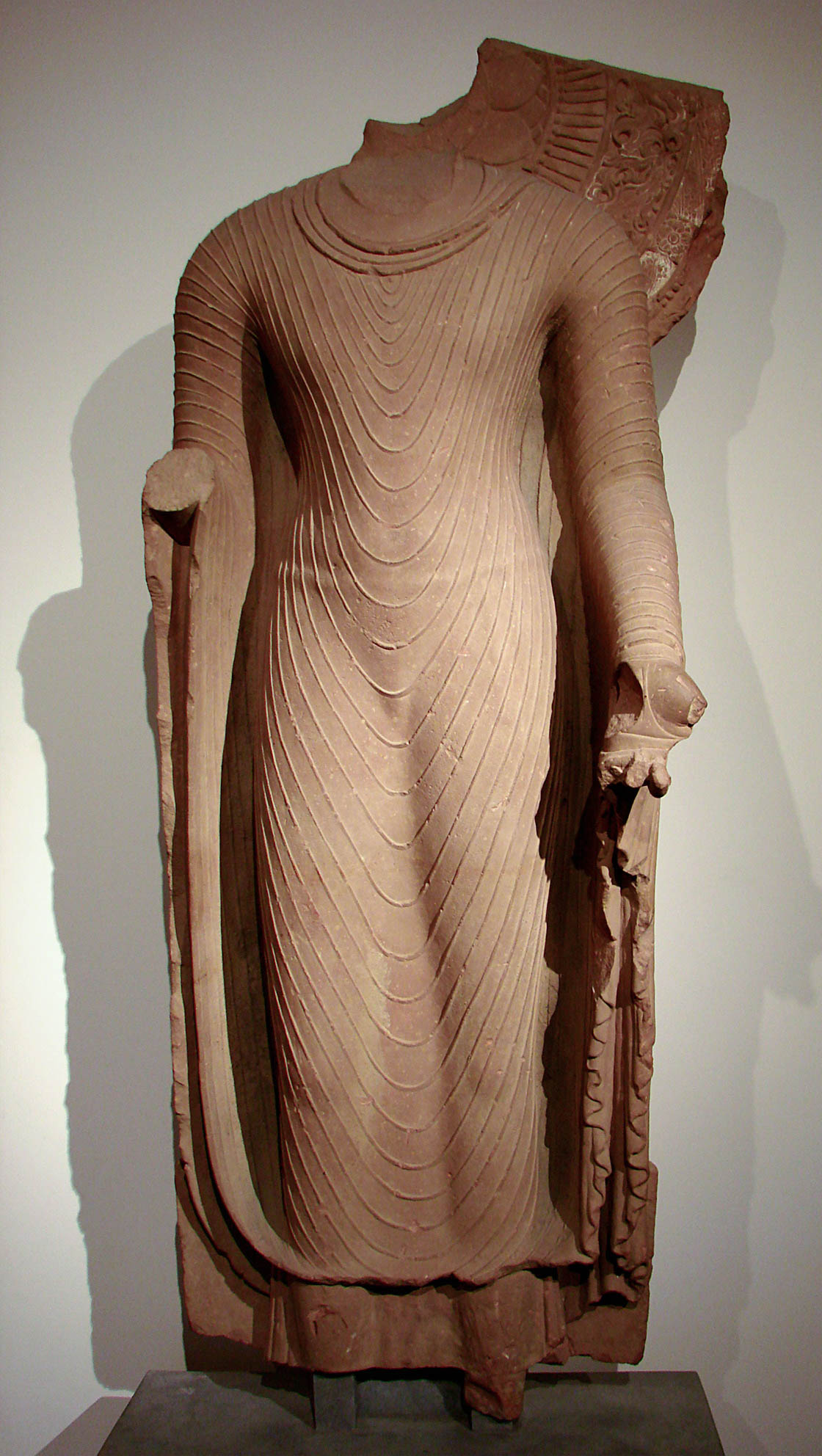
Торс Будды; начало VI века; Уттар-Прадеш

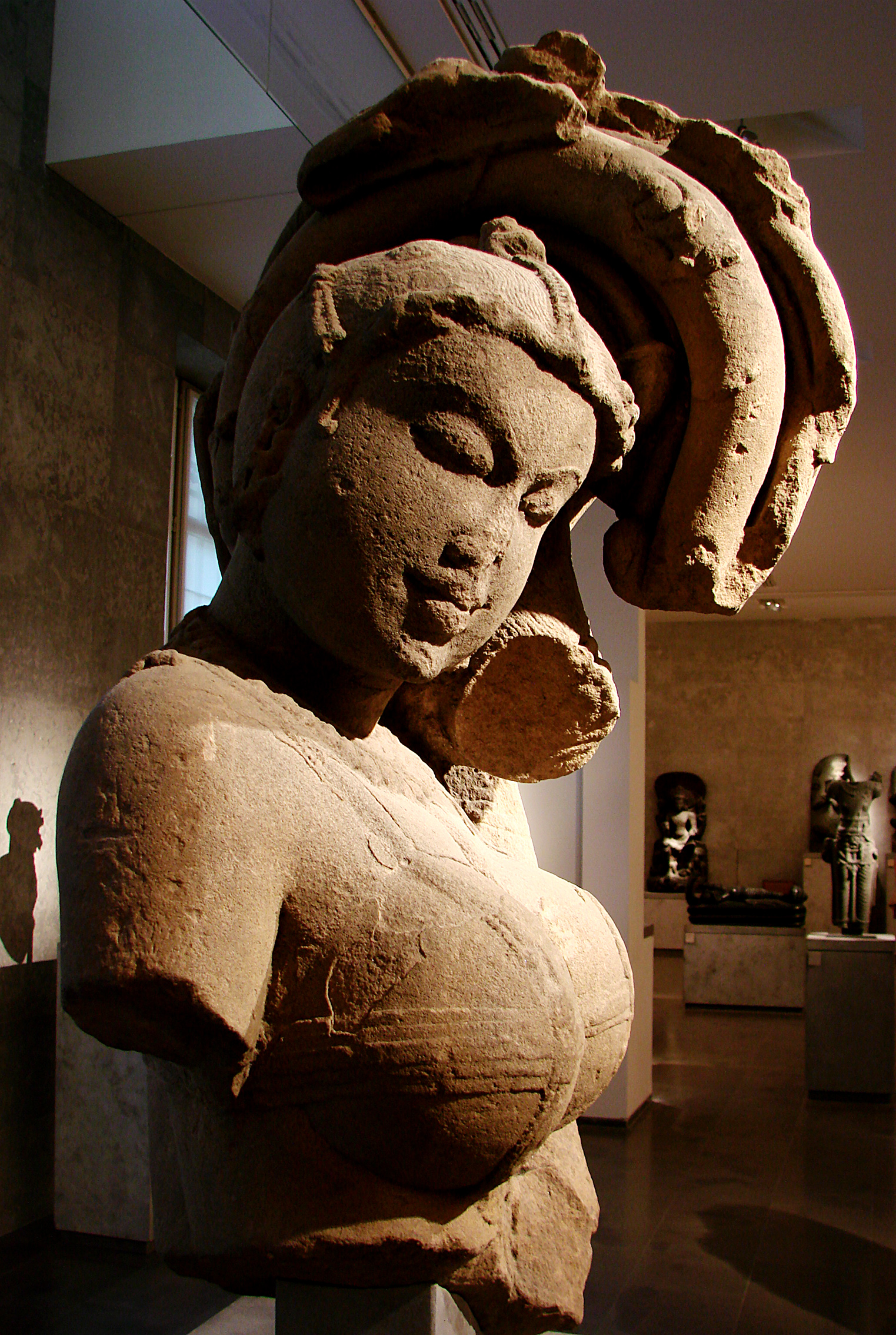
Женский бюст; X—XI века; Мадхья-Прадеш

Музей Гиме владеет большой коллекцией индийских скульптур (глина, камень, бронза, дерево), датируемых от III тысячелетия до н. э. до XVIII—XIX веков нашей эры; а также коллекцией индийских картин и миниатюр XV—XIX веков.
Среди скульптур индийской коллекции можно выделить торс Будды (на илл. справа) — типичный представитель Матхурской школы периода династии Гупта. Будда изображён анфас, тело абсолютно симметрично. Вокруг не сохранившейся головы некогда красовался нимб, остатки которого можно видеть над левым плечом Будды. Правая рука — также не дошедшая до наших дней — скорее всего выражала жест абхая-мудра, символизирующий отсутствие страха.
Традиционно стены храмов украшались множеством подобных статуй второстепенных божеств: девата (фр. devatâ), ублажающих богов своим присутствием, и шалабханижка (фр. shâlabhanjikâ) (на илл. справа), символизирующих плодородие. Серьги и бусы скульптуры достоверно свидетельствуют о вечном пристрастии индийских женщин к украшениям и бижутерии.
Среди картин коллекции выделяется гуашь индийского художника из Лакхнау II половины XVIII века Неваши Лала «Придворные дамы, играющие в шахматы», вдохновлявшегося творчеством английского художника Тилли Кеттла и некоторое время работавшего под его руководством. В этой работе переплетаются традиции местной и европейской живописи.

#### Коллекция текстиля
Музей Гиме располагает также уникальной коллекцией индийского текстиля. Большая часть этой коллекции была собрана Кришной Рибу (фр. Krishnâ Riboud), основавшим в 1979 году на её базе Ассоциацию Изучения Азиатского Текстиля (фр. Association pour l’Etude et la Documentation des Textiles d’Asie). В 1990 году Рибу дарит часть своей коллекции музея Гиме, а в 2003 году вся коллекция (около 4 000 объектов текстиля, рисунков, документов и других свидетельств производства текстиля в Индии) была передана музею Гиме.
В коллекции представлены предметы, покрывающие период от периода Сражающихся Царств (V век до н. э.) до наших дней. Представлены все регионы Азии и практически все когда-либо существовавшие здесь техники текстильного производства.

### Искусство Японии

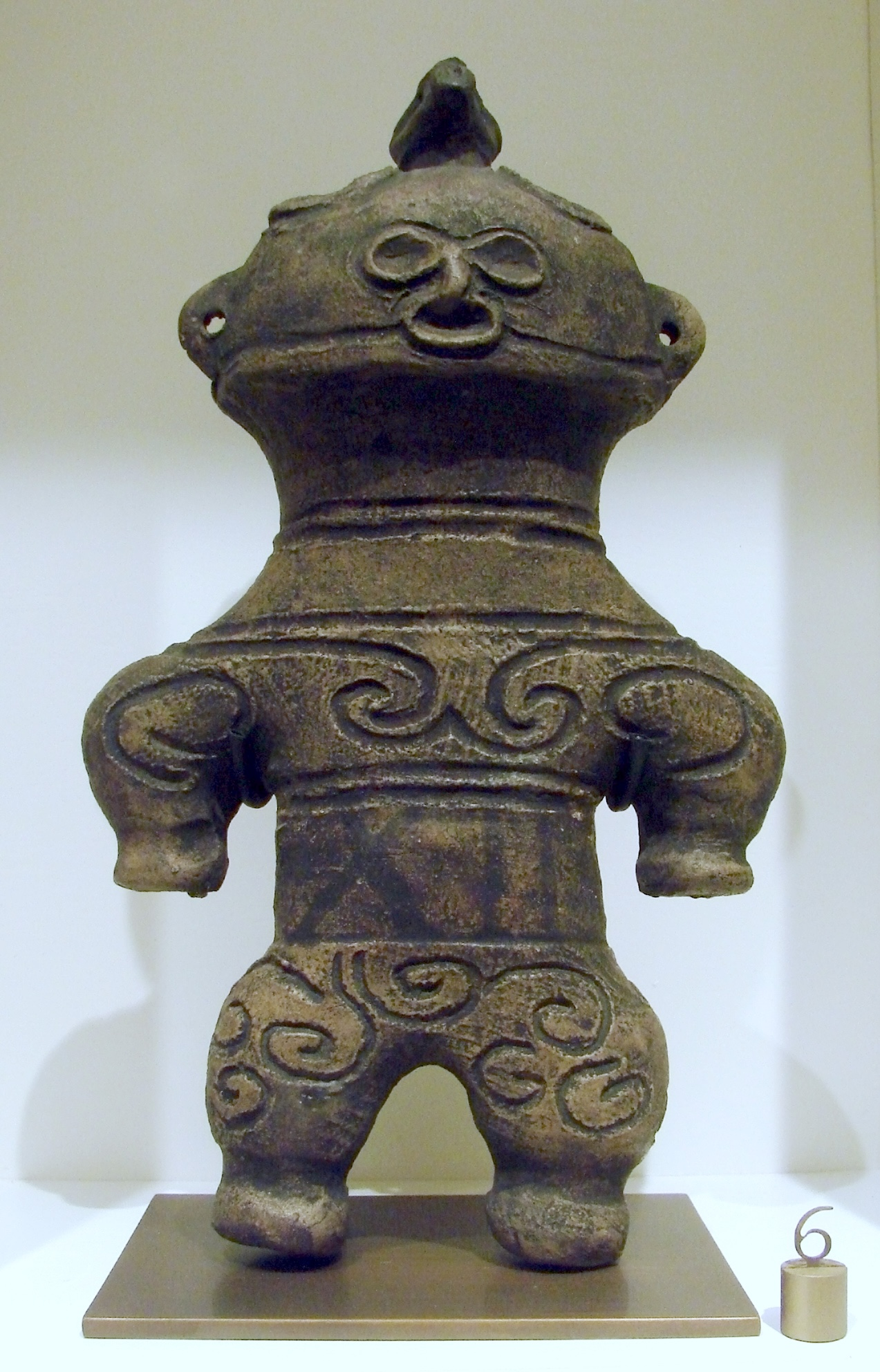
Догу «в лыжных очках»; 1000—300 гг. до н. э.

Насчитывающая около 11 000 объектов японская коллекция музея Гиме представляет богатейшую панораму японского искусства от его зарождения в III—II тысячелетиях до н. э. до начала эры Мэйдзи.
Многочисленные глиняные скульптуры и вазы свидетельствуют о развитии буддистского искусства в Японии. В их числе — Догу «в лыжных очках» (на илл. справа), имя которого отсылает к форме его горизонтально приплюснутых глаз — их форма напоминает традиционную эскимосскую защиту глаз от солнца.
Полые глиняные фигуры догу обжигались при довольно низкой температуре — 800 °C. В настоящее время точно неизвестно использование догу. Большинство их найдено в захоронениях недалеко от деревень. Обычно догу разбивались перед закапыванием, что позволяет предположить некую защитную функцию. Женская фигура догу делает также возможной гипотезу использования их в культах плодородия.
Пик изготовления догу приходится на конец периода Дзёмон на севере Хонсю. Начиная с периода Яёй культура догу сходит на нет.
В музее представлены также картины по шёлку VIII—XV веков. Объекты XIX—XX веков — каллиграфия (kakemono, makimono), веера, а также около 3 000 эстампов — показывают светскую сторону японского искусства. В коллекции находятся также лакированные и керамические предметы, в том числе сервизы для чайной церемонии, изделия из слоновой кости (нэцкэ), сабли и ножны, а также множество других предметов прикладного искусства Японии.

## Буддийский Пантеон
Часть экспозиции музея располагается в так называемом «Буддийском Пантеоне» (фр. Panthéon Bouddhique) — особняке Альфреда Гейдельбаха (Alfred Heidelbach), приобретённом государством в 1955 году, отреставрированном и переданном музею в 1991 году. В Пантеоне выставлена часть первоначальной японской коллекции Эмиля Гиме.
Адрес Пантеона: 19 avenue d’Iéna, 75116 Paris.

## Музей Эннри
Музей Эннри (фр. Musée d’Ennery) хранит восточную коллекцию мадам Клеманс Эннри. Большинство коллекции относится к XVII—XIX векам. Торжественная инаугурация музея произошла 27 мая 1908 года, с 2004 года музей является частью Музея Гиме.
Адрес музея: 59 avenue Foch, 75116 Paris. В настоящее время (2008 год) музей Эннри закрыт на реконструкцию на неопределённый период.

## Практическая информация
Музей расположен в XVI округе Парижа, ближайшие станции метро — Iéna, Trocadéro и Boissière.
Музей открыт каждый день кроме вторников и праздничных дней.
Часы работы: с 10:00 до 18:00.